# No grites, tonta
Ne crie pas, idiote
L'eau-forte No grites, tonta (en français Ne crie pas, idiote) est une gravure de la série Los caprichos du peintre espagnol Francisco de Goya. Elle porte le numéro 74 dans la série des 80 gravures. Elle a été publiée en 1799.

## Interprétations de la gravure
Il existe divers manuscrits contemporains qui expliquent les planches des Caprichos. Celui qui se trouve au Musée du Prado est considéré comme un autographe de Goya, mais semble plutôt chercher à dissimuler et à trouver un sens moralisateur qui masque le sens plus risqué pour l'auteur. Deux autres, celui qui appartient à Ayala et celui qui se trouve à la Bibliothèque nationale, soulignent la signification plus décapante des planches.
- Explication de cette gravure dans le manuscrit du Musée du Prado :
¡Pobre Paquilla, que yendo a buscar al lacayo se encuentra con el duende, pero no hay que temer: se conoce que Martinico[2] está de buen humor y no le hará mal.
(Pauvre Paquilla, qui partie pour chercher un laquais, rencontre un lutin, mais il n'y a rien à craindre : on voit que Martinico est de bonne humeur et ne lui fera pas de mal)[3].

- Manuscrit de Ayala :
Las feas y devotas se entregan a los frailes o primer espantajo[4] que se meta por la ventana.
(Les laides et dévotes se donnent aux frères ou au premier épouvantail qui passe par la fenêtre)[3].

- Manuscrit de la Bibliothèque nationale :
A las mujeres feas de distinción, se las entran los frailes por las ventanas a pares: ellas hacen como que se asustan; pero no tienen otra cosa y les reciben con los brazos abiertos.
(Chez les femmes laides et distinguées, les frères entrent par les fenêtres par paires: elles font comme si elles s'effrayaient ; mais elles n'ont pas d'autres solutions et elles les reçoivent les bras ouverts)[3].

## Technique de la gravure

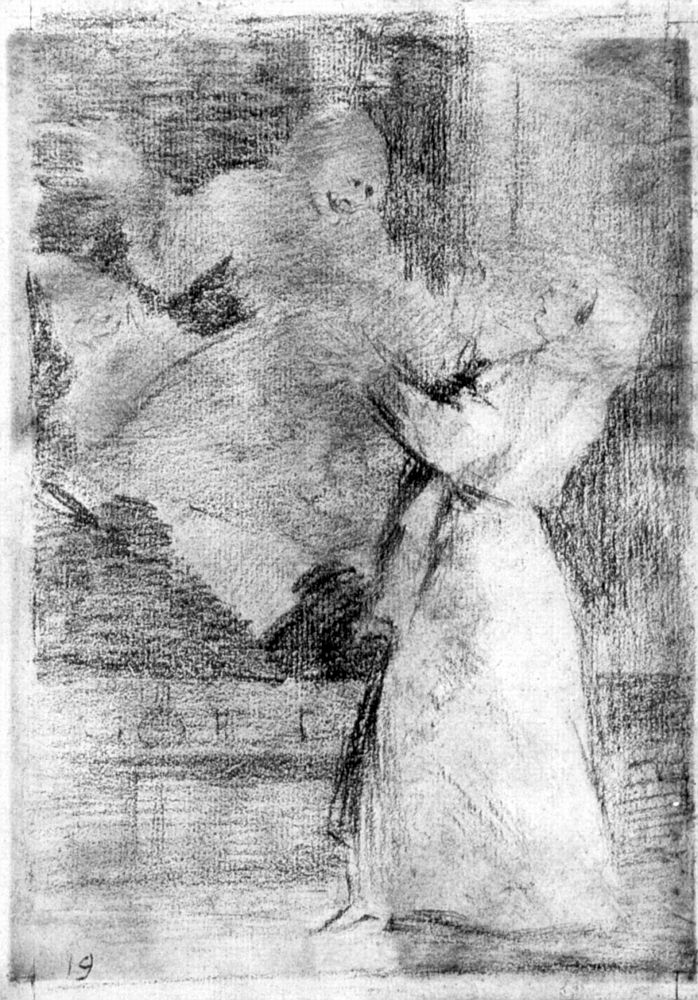
Dessin préparatoire.

L'estampe mesure 213 × 151 mm sur une feuille de papier de 306 × 201 mm.
Goya a utilisé l'eau-forte et l'aquatinte brunie. Dans l'angle supérieur droit : « 74 ».
Le dessin préparatoire est à la sanguine. Dans l'angle inférieur gauche, au crayon : « 19 ». Le dessin préparatoire mesure 201 × 140 mm.

## Catalogue
- Numéro de catalogue G02162 de l'estampe au Musée du Prado.
- Numéro de catalogue D04226 du dessin préparatoire au Musée du Prado.
- Numéro de catalogue 51-1-10-74 de l'estampe au Musée Goya de Castres.